# VfB Zscherndorf 1919
VfB Zscherndorf 1919 Is een Duitse voetbalclub uit Zscherndorf, een deelgemeente van Sandersdorf-Brehna, Saksen-Anhalt.

## Geschiedenis
De club werd in 1919 opgericht. VfB sloot zich aan bij de Midden-Duitse voetbalbond en speelde in de competitie van Mulde, die als tweede klasse fungeerde onder de Kreisliga Saale. In 1923 werd de Kreisliga ontbonden en werden de aparte reeksen van de tweede klasse opgewaardeerd tot hoogste klasse en de club speelde verder in de Gauliga Mulde. De club eindigde meestal in de middenmoot en kon in 1929 voor het eerst in de top drie eindigden. In 1932 en 1933 werd de club zelfs vicekampioen achter VfL 1911 Bitterfeld. 
Na 1933 werd de competitie geherstructureerd. De Midden-Duitse bond werd ontbonden en de vele competities werden vervangen door de Gauliga Mitte en Gauliga Sachsen. Op VfL Bitterfeld na werden de clubs uit Mulde werden te licht bevonden voor zowel de Gauliga Mitte als de Bezirksklasse Halle-Merseburg, die de nieuwe tweede klasse werd. De club ging nu in de 1. Kreisklasse Mulde spelen. De club werd meteen kampioen, maar kon via de eindronde geen promotie afdwingen. In 1936 werd de club opnieuw kampioen en kon nu wel promotie afdwingen. Na een plaats in de middenmoot degradeerde de club in 1938 weer. Hierna slaagde de club er niet meer in kampioen te worden. 
Na de Tweede Wereldoorlog werden alle Duitse voetbalclubs ontbonden. In Oost-Duitsland werden de clubs niet meer heropgericht onder de oude naam. Pas na de Duitse hereniging werd VfB heropgericht en speelt nu in de onderste regionen van het voetbal. 